# Честотен преобразувател
Честотен преобразувател (на английски: Frequency converter) е силово електронно или електромеханично устройство, което преобразува променлив ток с една честота в променлив ток с друга честота. Основният компонент обикновено е инвертор, като най-често се използва за управление на някакъв процес в синхронни или асинхронни машини. По-голямата част от статичните честотни преобразуватели, които се използват в индустрията, са да контролират или регулират скоростта на трифазните променливотокови двигатели, проектирани по два различни принципа:
- честотни преобразуватели без междинна верига (наричани също директни преобразуватели);
- честотни преобразуватели с променлива или постоянна междинна верига.

Управлението на един честотен преобразувател зависи от вида на инсталацията на електрическия мотор, чиято честота на напрежението се променя. Управлението се извършва посредством обратна връзка, при която скоростта на въртене на двигателя постоянно се сравнява с референтна стойност или със задавана стойност от управляващия пулт.

## Блокова структура
Честотният преобразувател комбинира най-малко три основни блока – контролна схема, токоизправител с филтър и трифазен инвертор. Честа практика в управлението е използване на оптични драйверни схеми за всяка една от фазите на мотора и рефериране спрямо емитерните и колекторните стойности на драйвера.
Честотният преобразувател може да бъде използван и във верига с много по-ниско захранване, която преобразува радиочестотни сигнали от една честота в друга. Веригата обикновено се състои от локален осцилатор и аналогов множител, който генерира сумарни и различни честоти от входа и локалния осцилатор, от които една междинната честота ще е необходима за по-нататъшно усилване, а останалите се филтрират. Същият резултат е постигнат исторически от Пентодния преобразувател или вакуумни електронни лампи: триод и хексод в една вакуумна установка.